# Zemljopis Saudijske Arabije
Kraljevina Saudijska Arabija je zemlja koja se nalazi u jugozapadnoj Aziji, najveća zemlja Arabije, na istoku države je Perzijski zaljev, a na zapadu Crveno more. Duge obale Perzijskog zaljeva i Crvenog mora pružaju veliku moć na otpremu, osobito nafta kroz Perzijski zaljev i Sueski kanal. Saudijska Arabija zauzima 80 posto Arapskog poluotoka. Susjedne države su Ujedinjeni Arapski Emirati, Oman Irak, Katar Kuvajt, Jordan te Jemen (prije dvije odvojene zemlje: Arapska Republika Jemen ili Sjeverni Jemen, i Narodna Demokratska Republika Jemen ili Južni Jemen) s kojime je granica nedefinirana, tako da točna veličina zemlje ostaje nepoznata. Saudijska vlada procjenjuje je na 2,217,949 kvadratnih kilometara, dok ostale procjene variraju između 2,149,690 i 2.240.000 četvornih kilometara. Manje od 1% od ukupne površine je pogodan za uzgoj. Rasprostrajenost stanovništva uvelike se razlikuje među gradovima istočnog i zapadnog obalnog područja, gusto naseljenih unutarnjih oaza te velikih gotovo praznim pustinjama.

## Statistika
Površina
- 2,250.000 km²
  - Zemlja: 2,250.000 km²
  - Voda: 0 km²

Visinska razlika
- Najniža točka: Perzijski zaljev 0 m
- Najviša točka: Jabal Sawda 3133 m

Zemljište
- Obradivo zemljište: 2%
- Stalni usjevi: 0%
- Stalni pašnjaci 56%
- Šume: 0%
- Ostalo: 42%

- - Navodnjavano zemljište: 4350 km²

Kopnene granice
- ukupno: 4415 km
- državne granice: Irak 814 km, Jordan 728 km, Kuvajt 222 km, Oman 676 km, Katar 60 km, UAE 457 km, Jemen 1,458 km

Dužina morske obale
- 2640 km

## Vanjske poveznice
- Saudijska Arabije - Geologija

Ostali projekti
|  | Zajednički poslužitelj ima još gradiva o temi Zemljopis Saudijske Arabije |